# Jean Archimbaud (artiste)
Pour les articles homonymes, voir Jean Archimbaud et Archimbaud.
Jean Archimbaud est un aquarelliste, artiste peintre, graveur et illustrateur français, né à Épernay le
20 mai 1901 et mort au Canada en  avril 1976.

## Biographie
Il est né le 20 mai 1901 à Épernay. Jean Archimbaud s'est passionné dès son plus jeune âge par les nombreux paysages et monuments qu'offrait cette région. À l'âge de 12 ans, voyant les capacités de dessin que son élève possède, son directeur d'école lui propose de le faire entrer à l'école des beaux-arts de Nancy. Au début de la première guerre mondiale il se déplace avec sa famille pour se réfugier en Haute-Marne à Chaumont. Après avoir appris seul le dessin il devient l'élève de Henry Gazan. Il vivra à Jœuf et à Moyeuvre-Grande, salarié comme dessinateur industriel.
En 1940, il se réfugie dans le Puy-de-Dôme, puis en 1960, il émigre au Canada où il meurt en 1976.

## Expositions
La notoriété commence dans les années 1920. Il expose ses œuvres à Versailles dans la galerie des glaces en 1929.